# ونوس و سرنا (فیلم)
«ونوس و سرنا» (انگلیسی: Venus and Serena (film)) یک فیلم است که در سال ۲۰۱۲ منتشر شد. از بازیگران آن می‌توان به ونوس ویلیامز و سرنا ویلیامز اشاره کرد.